# Liu Jing (Leichtathletin, 1977)
Liu Jing (chinesisch 刘静, * 8. August 1977) ist eine ehemalige chinesische Hürdenläuferin, die sich auf die 100-Meter-Distanz spezialisiert hat. Ihren größten Erfolg feierte sie mit dem Sieg über 100 m Hürden bei den Asienspielen 2006 in Doha sowie mit dem Hallenasienmeistertitel über 60 m Hürden ebendort 2008.

## Sportliche Laufbahn
Erste internationale Erfahrungen sammelte Liu Jing vermutlich im Jahr 1997, als sie bei den Ostasienspielen in Busan in 13,31 s die Bronzemedaille über 100 m Hürden hinter der Japanerin Yvonne Kanazawa und Chan Sau Ying aus Hongkong gewann. Im Jahr darauf gewann sie bei den Asienspielen in Bangkok in 12,89 s die Silbermedaille hinter der Kasachin Olga Schischigina und 2006 belegte sie bei den Hallenasienmeisterschaften in Pattaya in 8,54 s den vierten Platz im 60-Meter-Hürdenlauf. Im Dezember desselben Jahres siegte sie in 12,93 s über 100 m Hürden bei den Asienspielen in Doha und 2008 siegte sie bei den Hallenasienmeisterschaften ebendort in 8,31 s über 60 m Hürden. Im Jahr darauf beendete sie dann ihre aktive sportliche Karriere im Alter von 32 Jahren.
In den Jahren 2006 und 2008 wurde Liu chinesische Meisterin im 100-Meter-Hürdenlauf sowie 1998 Hallenmeisterin über 60 m Hürden.

## Persönliche Bestleistungen
- 100 m Hürden: 12,76 s (0,0 m/s), 18. Oktober 1997 in Shanghai
  - 60 m Hürden (Halle): 8,15 s, 22. Februar 1998 in Blacksburg